# Italia sotto inchiesta
(Lo slogan di apertura del programma)
Italia sotto inchiesta è stato un programma radiofonico condotto in studio da Emanuela Falcetti, andato in onda sulle frequenze di Rai Radio 1 dal 2014 al 2024. Veniva irradiato quotidianamente durante il pomeriggio, dal lunedì al venerdì.

## Il programma
Andato in onda dal 15 settembre 2014 al 12 giugno 2024, fortemente voluto dall'allora direttore di Rai Radio 1, Flavio Mucciante, prende il nome dalla rubrica de Il Giornale Italia sotto inchiesta, ideata e curata da Indro Montanelli, che con il suo stile incisivo e critico (e a volte polemico) indagava e portava alla luce fatti e misfatti della politica e della società italiana, mantenendo un punto di vista indipendente e spesso scomodo per i poteri costituiti.

### Il format
Il programma ha trattato tematiche di attualità su politica, giustizia, fisco, sanità, ecc., con ospiti (presidenti di associazioni di rappresentanza, corrispondenti e giornalisti usciti di recente con un'inchiesta), riprendendo gran parte del format di Italia: istruzioni per l'uso, storico programma della all-news radiofonica della Rai, sempre condotto da Emanuela Falcetti e trasmesso la mattina presto dal 1994 al 2011.
All'interno del programma, per alcune edizioni, è andato in onda il GR1 Economia.

## Ospiti Ricorrenti
- Carlo Rienzi, presidente del Codacons.
- Sigfrido Ranucci, conduttore e autore di Report (anticipazioni del programma).
- Luciano Mattarelli, portavoce nazionale presidenza ANVU - Associazione Professionale della Polizia Locale d'Italia.
- Davide Tabarelli, Presidente Nomisma Energia.
- Gian Ettore Gassani, presidente dell' AMI - Associazione Avvocati Matrimonialisti Italiani.

## Edizioni e programmazione
| Edizioni | Anno      | Conduttore        | Regia                | Regia                | Programmazione |
| -------- | --------- | ----------------- | -------------------- | -------------------- | -------------- |
| 1ª       | 2014-2015 | Emanuela Falcetti | Gabriele Brocani     | Gabriele Brocani     | 17:05-18:00    |
| 2ª       | 2015-2016 | Emanuela Falcetti | Gabriele Brocani     | Gabriele Brocani     | 17:05-18:00    |
| 3ª       | 2016-2017 | Emanuela Falcetti | Gabriele Brocani     | Gabriele Brocani     | 16.35-17.30    |
| 4ª       | 2017-2018 | Emanuela Falcetti | Anna Posillipo       | Anna Posillipo       | 18.05-19:00    |
| 5ª       | 2018-2019 | Emanuela Falcetti | Alex Messina         | Roberta Di Casimirro | 18.05-19:00    |
| 6ª       | 2019-2020 | Emanuela Falcetti | Roberta Di Casimirro | Roberta Di Casimirro | 18.05-19:00    |
| 7ª       | 2020-2021 | Emanuela Falcetti | Roberta Di Casimirro | Roberta Di Casimirro | 17:30-18:30    |
| 8ª       | 2021-2022 | Emanuela Falcetti | Roberta Di Casimirro | Roberta Di Casimirro | 17:30-18:30    |
| 9ª       | 2022-2023 | Emanuela Falcetti | Massimo Quaglio      | Massimo Quaglio      | 18.05-19:00    |
| 10ª      | 2023-2024 | Emanuela Falcetti | Massimo Quaglio      | Massimo Quaglio      | 18.05-19:00    |